# ブラックバード 家族が家族であるうちに
『ブラックバード 家族が家族であるうちに』（ブラックバード かぞくがかぞくであるうちに、Blackbird）は2019年のアメリカ合衆国・イギリスのドラマ映画。監督はロジャー・ミッシェル、出演はスーザン・サランドン、ケイト・ウィンスレット、ミア・ワシコウスカなど。2014年のデンマーク映画『サイレント・ハート』を全編英語でリメイクした作品である。

## ストーリー
進行性の難病、ALSを患うリリーは自分の体が動かせるうちに安楽死を選ぶことにした。リリーは家族や親しい友人を自宅に招待し、最期の週末を一緒に楽しもうとした。ところが、長女ジェニファーと次女アナとの間にあった積年のわだかまりが顕在化し、場の雰囲気が徐々に悪化してしまう。

## キャスト
- リリー: スーザン・サランドン
- ポール: サム・ニール - リリーの夫。医師。
- ジェニファー: ケイト・ウィンスレット - リリーとポールの長女。
- マイケル: レイン・ウィルソン - ジェニファーの夫。
- アナ: ミア・ワシコウスカ - リリーとポールの次女。
- クリス: ベックス・テイラー＝クラウス（英語版） - アナの恋人。ノンバイナリー。
- エリザベス: リンジー・ダンカン - リリーとポールの古くからの親友。
- ジョナサン: アンソン・ブーン - ジェニファーとマイケルの息子。

## 製作
2018年7月17日、デンマーク映画『サイレント・ハート』がリメイクされることになり、ロジャー・ミッシェルが監督を務め、ケイト・ウィンスレット、ダイアン・キートン、ミア・ワシコウスカが出演することになったと報じられた。10月17日、降板することになったキートンの代役としてスーザン・サランドンが起用され、サム・ニール、レイン・ウィルソン、ベックス・テイラー＝クラウス、リンジー・ダンカン、アンソン・ブーンがキャスト入りした。2019年4月9日、ピーター・グレッグソンが本作で使用される楽曲を手掛けるとの報道があった。

## 公開・マーケティング
2019年9月6日、本作は第44回トロント国際映画祭でプレミア上映された。2020年5月12日、スクリーン・メディア・フィルムズが本作の全米配給権を獲得したと報じられた。8月17日、本作のオフィシャル・トレイラーが公開された。

## 評価
本作は批評家から好意的に評価されている。映画批評集積サイトのRotten Tomatoesには103件のレビューがあり、批評家支持率は63%、平均点は10点満点で6.2点となっている。サイト側による批評家の見解の要約は「『ブラックバード 家族が家族であるうちに』は浅薄なストーリーのためにその設定を無駄にしている。しかし、傑出したキャスト陣のお陰で、繊細なテーマに魂を込めることができた。」となっている。また、Metacriticには18件のレビューがあり、加重平均値は53/100となっている。